# 柳条寨镇
柳条寨镇，是中华人民共和国辽宁省辽阳市灯塔市下辖的一个乡镇级行政单位。

## 行政区划
柳条寨镇下辖以下地区：
柳条寨村、杨家甸子村、东广善屯村、西广善屯村、大黄金屯村、大新庄村、万金台村、长沟沿村、大观音阁村、朱官台村、连三台村、南李大人屯村、北李大人屯村、蒿子屯村、西大堡村、北青堆子村、大欲忠堡村和西羊角湾村。